# Hamdi Braa
Hamdi Braa, né le 7 septembre 1986 à Sfax, est un basketteur tunisien.
Formé au Sfax railway sport, il évolue au poste d'ailier fort.
Il a disputé le championnat du monde 2010 et le tournoi qualificatif pour les Jeux olympiques d'été de 2016 avec l'équipe de Tunisie.

## Clubs
- avant 2003 : Sfax railway sport (Tunisie)
- 2003-2004 : Jeunesse sportive kairouanaise (Tunisie)
- 2004-2005 : Étoile sportive de Radès (Tunisie)
- 2005-2012 : Étoile sportive du Sahel (Tunisie)
- 2012-2015 : Sporting Club d'Alexandrie (Égypte)
- 2015-2017 : Étoile sportive du Sahel (Tunisie)
- 2017 : Al Wehda Club (Arabie saoudite)
- 2018 : Al Nasr (Arabie saoudite)
- 2018 : Étoile sportive du Sahel (Tunisie)
- 2018-2019 : Gezira SC (Égypte)
- 2019-2020 : Étoile sportive du Sahel (Tunisie)
- 2020-2021 : Stade nabeulien (Tunisie)
- 2021-2023 : Étoile sportive de Radès (Tunisie)
- depuis 2023 : Étoile sportive du Sahel (Tunisie)

## Palmarès

### Clubs
- Champion de Tunisie : 2007, 2009, 2011, 2012
- Vainqueur de la coupe de Tunisie : 2011, 2012, 2016
- Vainqueur de la coupe de la Fédération : 2023
- Vainqueur du championnat d'Égypte : 2013, 2015
- Vainqueur de la coupe d'Égypte : 2013, 2014, 2015, 2019
- Médaille d'or à la coupe arabe des clubs champions 2015 (Émirats arabes unis)
- Médaille d'or à la coupe arabe des clubs champions 2016 (Tunisie)

### Sélection nationale

#### Championnat d'Afrique
- Médaille de bronze au championnat d'Afrique 2009 (Libye)
- Médaille de bronze au championnat d'Afrique 2015 (Tunisie)

#### Championnat arabe des nations
- Médaille d'or au championnat arabe des nations 2008 (Tunisie)
- Médaille d'or au championnat arabe des nations 2009 (Maroc)

### Distinctions personnelles
- Élu dans le cinq majeur de la coupe d'Afrique des clubs champions 2013[1]